# Schauderbasis
Een schauderbasis is een begrip uit de functionaalanalyse, genoemd naar de Poolse wiskundige Juliusz Schauder. Een schauderbasis van een banachruimte is een (mogelijk oneindige) rij vectoren zo dat iedere vector van die banachruimte een unieke norm-convergente reeksontwikkeling heeft ten opzichte van die rij, dus zo dat elke vector eenduidig een (mogelijk oneindige) lineaire combinatie is van de basisvectoren..
Voor eindigdimensionale ruimten valt dit begrip samen met het gewone begrip basis van een vectorruimte. Ook iedere oneindig-dimensionale separabele hilbertruimte heeft een schauderbasis, die bovendien orthonormaal kan gekozen worden.
Een banachruimte met een schauderbasis is noodzakelijk separabel, maar niet iedere separabele banachruimte heeft een schauderbasis.

## Definitie
Laat V een banachruimte over het lichaam (Ned) / veld (Be) F, de reële of complexe getallen, zijn. Een schauderbasis is een rij {bn} van elementen van V zo dat er voor elke v ∈ V precies één rij {αn} van scalairen in F is zo dat
{\displaystyle v=\sum _{n}\alpha _{n}b_{n}}

## Voorbeeld van een schauderbasis
Beschouw de L2-ruimte {\displaystyle L^{2}([0,1];\mathbb {C} )} der complexwaardige, kwadratisch lebesgue-integreerbare functies op het eenheidsinterval (eigenlijk: equivalentieklassen van dergelijke functies die onderling bijna overal identiek zijn). Definieer de oneindige rij f0, f1, f2,...,fn,... als volgt.
f0 is de constante +1.
f1 is −1 op het interval [0,1/2] en +1 op het interval [1/2,1]. De dubbelzinnigheid in het punt 1/2 is niet van belang, omdat dit punt een nulverzameling vormt.
f2 is −1 op de intervallen [0,1/4] en [1/2,3/4] en +1 op de intervallen [1/4,1/2] en [3/4,1].
fn(x) is −1 als 2n·x afgerond naar beneden even is, en +1 indien oneven.
Deze functies zijn onderling lineair onafhankelijk, ze zijn zelfs orthogonaal ten opzichte van het scalair product van L2:
{\displaystyle i\neq j\implies \int _{0}^{1}f_{i}(x){\overline {f_{j}(x)}}\mathrm {d} x=0}
Bovendien zijn ze genormaliseerd, dat wil zeggen hun kwadratische lengte (als vector) is 1:
{\displaystyle \int _{0}^{1}|f_{i}(x)|^{2}dx=1}
We tonen nu aan dat deze rij vectoren een schauderbasis vormt. Definieer de coëfficiënten (ci)i van een willekeurige vector g als volgt:
{\displaystyle c_{i}=\int _{0}^{1}g(x){\overline {f_{i}(x)}}\mathrm {d} x,\ i=0,1,\ldots ,n,\ldots }
Als g de indicatorfunctie van een interval is, dan ziet men gemakkelijk dat
{\displaystyle L^{2}{\hbox{-}}\lim _{n\to \infty }\left(g-\sum _{i=0}^{n}c_{i}f_{i}\right)=0}
Hieruit volgt dezelfde conclusie als g een eindige lineaire combinatie van dergelijke indicatorfuncties is. Maar dergelijke eindige lineaire combinaties vormen een dichte deelverzameling van L2. Dus iedere willekeurige kwadratisch integreerbare g is gelijk aan de reekssom
{\displaystyle g=\sum _{n=0}^{\infty }\left(\int _{0}^{1}g(x){\overline {f_{i}(x)}}\mathrm {d} x\right)f_{i}}
Uniciteit volgt uit de onderlinge orthogonaliteit van de vectoren fi. Het verschil van twee reeksen
{\displaystyle \sum _{n=0}^{\infty }a_{i}f_{i}-\sum _{n=0}^{\infty }b_{i}f_{i}}
heeft als normkwadraat
{\displaystyle \sum _{n=0}^{\infty }|a_{i}-b_{i}|^{2}}
en kan dus slechts nul zijn als ieder verschil ai−bi afzonderlijk nul is.